# Ernst Lindh
Ernst Lindh, född 18 juli 1879 i Norrtälje, död 23 april 1954, var en svensk väg- och vattenbyggnadsingenjör. Han var far till Gunnar Lindh. 
Efter avgångsexamen från Kungliga Tekniska högskolans avdelning för väg- och vattenbyggnad 1903 och officersexamen 1904 tjänstgjorde Lindh i Väg- och vattenbyggnadsstyrelsen 1904, var kontrollant och arbetsledare vid Fortifikationens byggnadsarbeten i Umeå 1905–08, förste byråingenjör hos kasernbyggnadsnämnden 1909–18, byggnadschef där 1919–25, hos Byggnadsstyrelsen och chef för dess byggnadsbyrå sedan 1925 samt överste och chef för Väg- och vattenbyggnadskåren 1934–46.
Lindh var sakkunnig i olika uppdrag från 1905, tekniskt sakkunnig åt försvarsberedningen 1913 och hos Statens byggnadsbyrå 1920–21, sakkunnig för utredning om anskaffning av byggnadsmaterial åt egnahemsbyggande 1920, statens delegat vid bostadskongressen i London 1920, ledamot av Byggnadsstyrelsens sakkunniga 1923–26, av reservbefälssakkunniga 1925–26, av 1934 års byggnadsindustrisakkunniga, av 1940 års civila byggnadsutredning samt ordförande i 1940 års militära byggnadsutredning och i Svenska arméns reservofficersförbund 1925–40.